# Bransoletka World Series of Poker

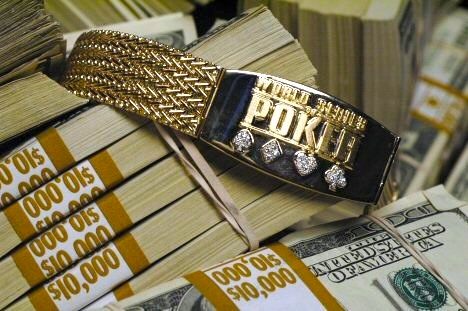
Złota bransoletka wręczana zwycięzcom turniejów bocznych podczas WSOP 2005

Bransoletka World Series of Poker jest najcenniejszą niepieniężną nagrodą w pokerze. Jest wręczana zwycięzcom turniejów WSOP od 1976r, ale nawet wcześniejsze tytuły też są nazywane bransoletkami. Popularność bransoletek wzrosła na początku XXI w. W 2009 zostało rozdanych 57 bransoletek w Las Vegas oraz 4 podczas WSOPE.

## Opis
W 1976 r. bransoletka wyglądała jak bryłka złota rozpłaszczona młotkiem. Kosztowała około $500. W latach 80, jubiler Mordechai Yerushalmi został wyłącznym producentem bransoletek aż do 2004 r. W 2005, firma Gold and Diamond International z siedzibą w Memphis wygrała przetarg zorganizowany przez Harrah's Entertainment na produkcję bransoletek rozdawanych podczas turniejów w tymże roku.
W 2006 r., Fryderyk Goldman, Inc wykonywał bransoletki WSOP podczas gdy producent luksusowych zegarków, firma Corum wprowadziła na rynek kilka pamiątkowych zegarków jako część pakietu nagród. W tym samym roku, bransoletka zwycięzcy WSOP zawierała 259 kamieni, w tym 7.2 karata (1.4 g) diamentów, oraz 120 gramów białego i żółtego złota.
W 2008 r. bransoletka zwycięzcy zawierała 291 diamentów oraz 168 gramów 18-karatowego białego złota. Bransoletki dla zwycięzców turniejów bocznych 55 diamentów i 80 gramów 14-karatowego złota.

## Wielokrotni zwycięzcy bransoletek
Na początku WSOP 2010 było 18 graczy, którzy na swoim koncie mieli więcej niż jedną bransoletkę.
Zwycięzcy największej liczby bransoletek 
| Liczba bransoletek | Gracz         |
| ------------------ | ------------- |
| 15                 | Phil Hellmuth |
| 10                 | Johnny Chan   |
| 10                 | Doyle Brunson |
| 10                 | Phil Ivey     |
| 9                  | Johnny Moss   |
| 8                  | Erik Seidel   |

Pierwszą osobą, która wygrała 2 bransoletki WSOP w tym samym roku został Johnny Moss, w 1971 r.
Pierwszą osobą, która wygrała 3 bransoletki WSOP w tym samym czasie był Walter "Puggy" Pearson, w 1973 r. Tej sztuki jak dotąd dokonało tylko czterech graczy.